# ヴェンデルシュタイン (ミッテルフランケン)
ヴェンデルシュタイン (ドイツ語: Wendelstein) は、ドイツ連邦共和国バイエルン州ミッテルフランケンのロート郡に属す市場町。

## 地理

### 位置
ヴェンデルシュタインは、ニュルンベルク市の南に境を接し、シュヴァルツァハ川沿いに位置する。

### 自治体の構成
本市は、公式には13の地区 (Ort) からなる。このうち小集落や孤立農場などを除く集落を以下に列記する。
- グロースシュヴァルツェンローエ
- クラインシュヴァルツェンローエ
- ノイゼス
- ラウバースリート
- レーテンバッハ・バイ・ザンクト・ヴォルフガング
- ゾルク
- シュペルバースローエ
- ヴェンデルシュタイン

ニュルンベルク＝フォイヒト産業パークの一部が町域にかかる（他には、ニュルンベルク市、市場町フォイヒトに広がる）。また、アウトバーンのニュルンベルク／フォイヒト・サービスエリアもその一部がこの町域に位置している（大部分はシュヴァルツェンブルックに属す）。クラインシュヴァルツェンローエ集落は町域内に属すが、クラインシュヴァルツェンローエの森はこの町域には属しておらず、いずれの市町村に属さない地域にあたる。

## 歴史
青銅器時代後期にあたる紀元前1300年頃にはすでに、シュヴァルツァハ川流域に人が住んでいたことが発掘により証明されている。この集落の名前は、1259年に初めて文献に登場する。地名は、川の流れが曲がる (Wenden) 所にある岩 (Stein) に由来すると推測されている。ただし、伝承ではヴェンド族（西スラヴ系部族）に由来するとも言われている。

## 行政

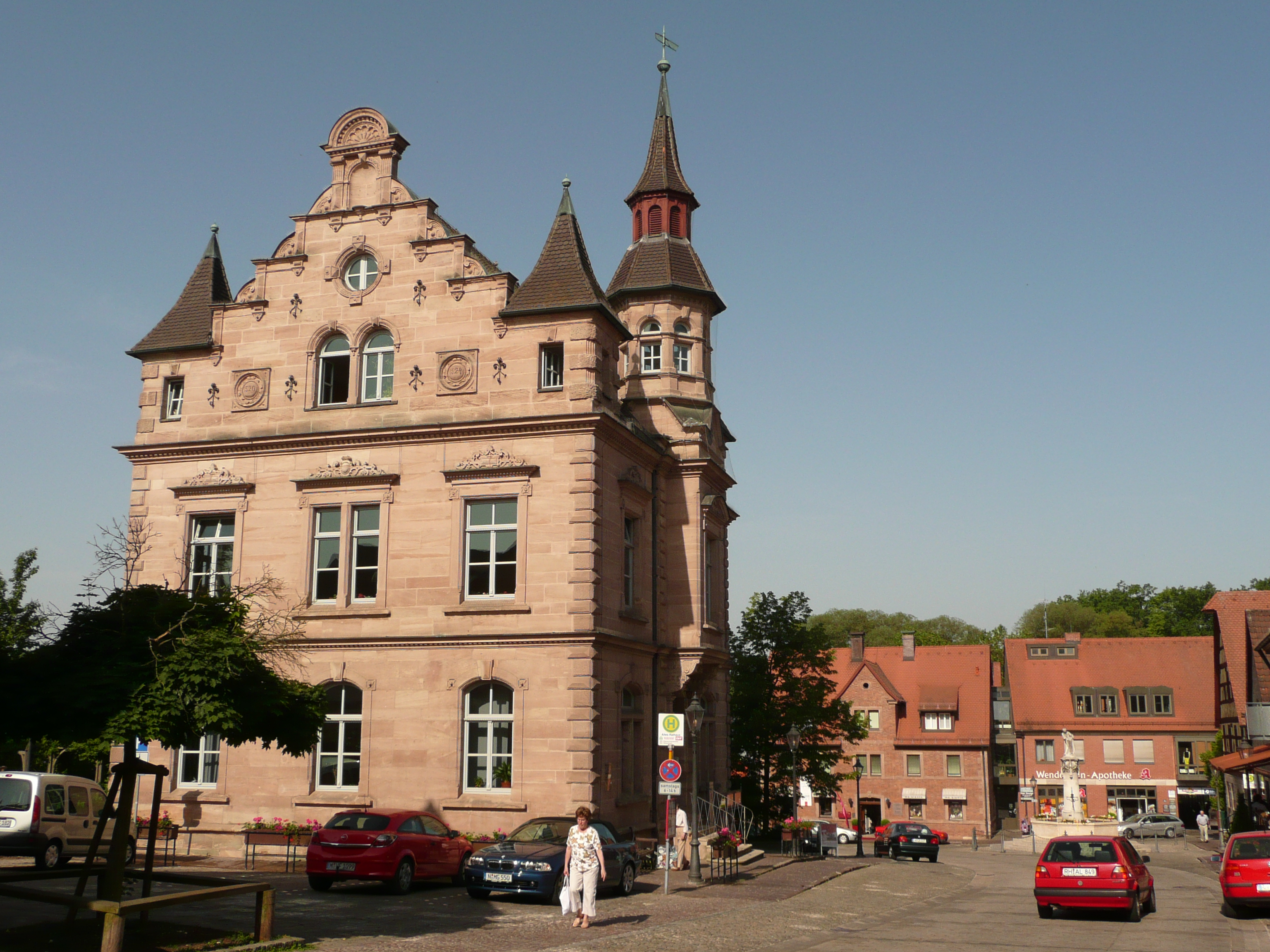
ヴェンデルシュタイン中心部

町議会は24議席からなる。

## 経済と社会資本

### 交通
アウトバーン
A73 － ヴェンデルシュタイン・インターチェンジ
A6, A9, A3のいずれのインターチェンジも数kmの範囲内にある。
鉄道
フォイヒト – ヴェンデルシュタイン線は、1955年に旅客輸送を停止、1960年には貨物輸送も廃止され、廃線となった。

## 文化と見所

### 建造物

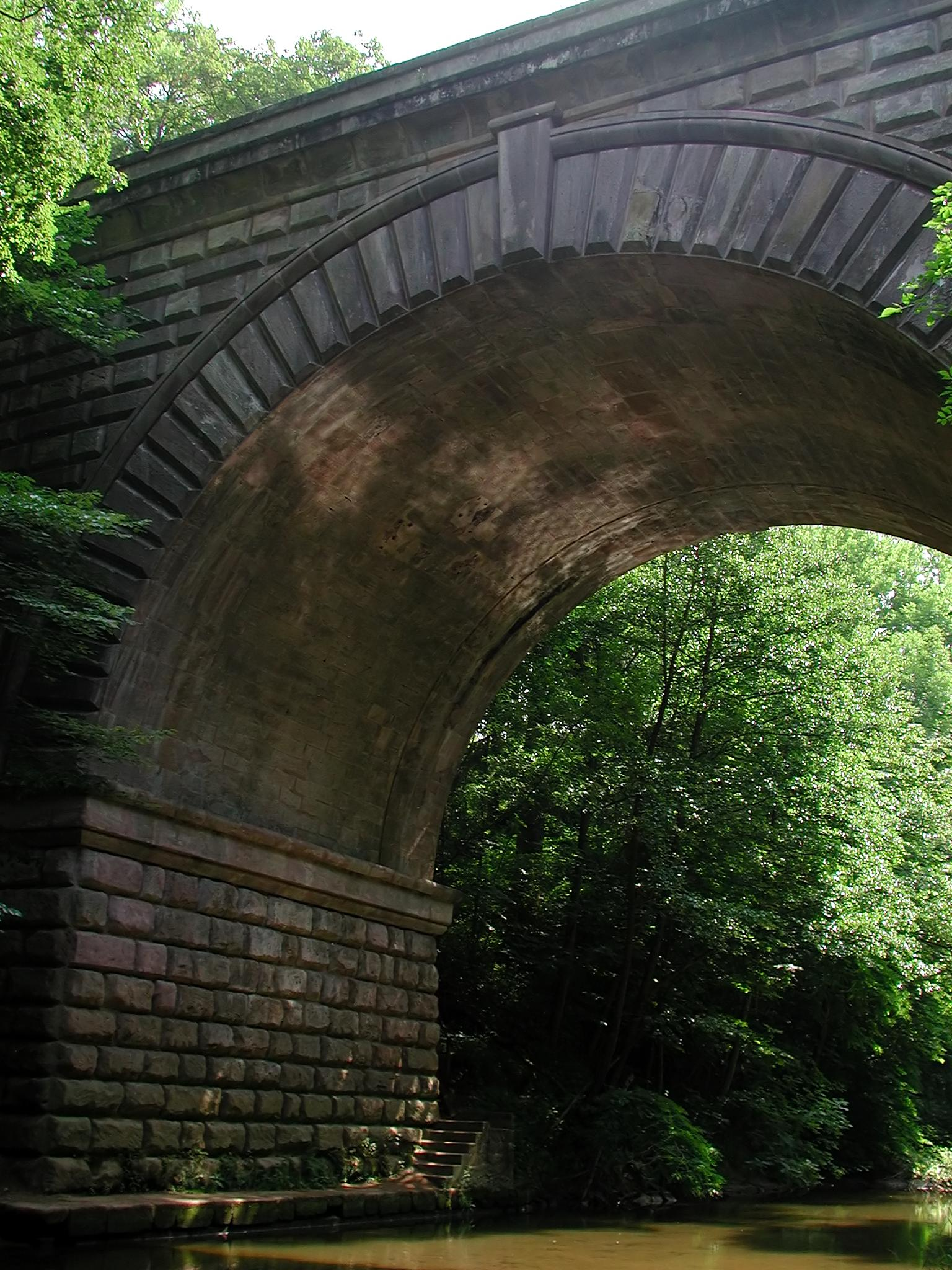
ルートヴィヒ運河の水路橋。下を流れるのはシュヴァルツァハ川

- クラインシュヴァルツェンローエの全聖人教会。ティルマン・リーメンシュナイダー作の祭壇を有する。
- ヴェンデルシュタインの聖ゲオルク教会（1510年ハンス・ジュス・フォン・クルムバッハ作の祭壇）
- レーテンバッハ・バイ・ザンクト・ヴォルフガングの聖ヴォルフガング教会
- ルートヴィヒ・ドナウ・マイン運河が町内を通っている。ヴェンデルシュタイン港とガウフスバッハの水路橋は特筆される。

### 年中行事
1993年から毎年4月末に、周辺の郡を含め広い範囲の客を集めて、『ニューオリンズ・ミュージック・フェスティバル』が開催されている。

## 人物

### 出身者
- アダム・シャラー (Adam Scharrer, 1889 – 1948): 文筆家

## 引用
1. ↑  https://www.statistikdaten.bayern.de/genesis/online?operation=result&code=12411-003r&leerzeilen=false&language=de Genesis-Online-Datenbank des Bayerischen Landesamtes für Statistik Tabelle 12411-003r Fortschreibung des Bevölkerungsstandes: Gemeinden, Stichtag (Einwohnerzahlen auf Grundlage des Zensus 2011)
2. ↑  Bayerische Landesbibliothek Online